# Balibalo
 (juillet 2025).
Pour plus de détails, voir Fiche technique et Distribution.

Balibalo est un court métrage français réalisé par Marc Andreoni, sorti en 2002[réf. nécessaire].

## Synopsis
Sur une route de forêt, la rencontre choc entre une voiture et un petit scout. Les quatre chauffards vont s'acharner à effacer toutes traces de leurs méfaits.

## Fiche technique
- Titre original : Balibalo
- Réalisation : Marc Andreoni
- Assistant-réalisateur : Hugo Chesnard, David Gard
- Scénario : Francky Zazar, Lolo Zazar
- Adaptation et dialogues : Marc Andreoni, Franck Maigne
- Production : Marc Andréoni
- Société de production : Ceux Qu'en Ont, Paramonti Production
- Distribution en DVD : Mouviz
- Photographie : Thierry Langro
- Musique : Les Parabellum
- Montage : Emma Baude, Pat Marcel
- Son : Pascal Jambry
- Mixage : Christophe Brajdic
- Pays :  France
- Genre : comédie
- Durée : 8 minutes 3 secondes
- Format : noir et blanc
- Dates de sortie : 
  - France : 11 octobre 2001 (Festival du court-métrage de Meudon)
  - République tchèque : 8 décembre 2005 (Festival du court-métrage de Prague)

## Distribution
- Jean-Pierre Lazzerini : Jean-Pierre, un saigneur
- Franck Maigne : un saigneur
- Chérif Boura : un saigneur
- Marc Andreoni : Marco, un saigneur
- Théodore Anduze : un membre de la meute
- Barthélémy Anduze : un membre de la meute
- Diego Mestanza : un membre de la meute
- Olivier Doran : un mâle dominant
- Jeupeu : un mâle dominant
- Christophe Le Masne : un mâle dominant